# Трубецкой, Пётр Иванович
Князь Пётр Иванович Трубецкой (1798—1871) — военный и государственный деятель Российской империи, генерал от кавалерии (1866), смоленский (в 1837–1841) и орловский (в 1841–1849) губернатор, владелец усадьбы Ахтырка; дед (по отцовской линии) скульптора Паоло Трубецкого.

## Биография
Представитель второй ветви рода Трубецких, сын князя Ивана Николаевича (1760—1843) и его жены Натальи Сергеевны (1775—1852), в девичестве княжны Мещерской, правнучки графа Андрея Матвеева.
Получив начальное домашнее образование, продолжил его в 1811 году при Московском архиве Коллегии иностранных дел под присмотром своего брата Николая (впоследствии обер-гофмейстер, член Государственного совета Российской империи).
В 1816 году поступил на военную службу портупей-прапорщиком в лейб-гвардии Гренадерский полк и в том же году произведён в прапорщики. Некоторое время спустя Трубецкой перевёлся в армейскую кавалерию.
В 1819 г. был посвящён в масонство в петербургской ложе Орла Российского. Затем был членом ложи Озириса звезды пламенистой в Каменец-Подольском.
Во время войны с турками в 1828—1829 годах штабс-ротмистр Трубецкой участвовал в сражениях под Браиловым, Шумлой и Силистрией, за отличие был произведён в полковники и 25 июня 1828 года награждён золотой саблей с надписью «За храбрость», а за взятие Адрианополя 8 июня 1829 года назначен флигель-адъютантом.
Вслед за тем Трубецкой принял участие в походе против поляков и отличился при штурме Варшавских предместий и сражении под Остроленкой.
6 декабря 1836 года Трубецкой был произведён в генерал-майоры и получил должность губернатора Слободской Украины, в 1837 году назначен смоленским военным губернатором. 3 декабря 1839 года за беспорочную выслугу 25 лет в офицерских чинах он был удостоен ордена св. Георгия 4-й степени (№ 5916 по кавалерскому списку Григоровича — Степанова).
В 1841 году Трубецкой был назначен орловским военным и гражданским губернатором; 23 марта 1847 года произведён в генерал-лейтенанты.
В 1849 году назначен присутствующим в 7-м департаменте Сената. В 1866 году он был произведён в генералы от кавалерии.

В 1852 году, после смерти матери, Натальи Сергеевны (урожденная Мещерская, 1775—1852), получил в наследство имение Ахтырка, где почти постоянно жил в конце своей жизни. По словам современника, Трубецкой был важный и толстый сенатор, скрывавший под типом генерала николаевского времени своё большое добродушие; во время своих прогулок:
князь редко с кем кланялся, а разговаривал еще менее; вообще выражение его лица и манер было похоже на человека только кем-то или чем-то возбудившего его брезгливое отношение. Походка его была медленна, он нередко присаживался отдыхать на скамейку и в то время беседовал с лицами хорошо ему знакомыми, другим же отдавал поклон по военному, прикладывая руку к шляпе.
Орловский писатель Н. С. Лесков писал о губернаторе П. И. Трубецком:
О начальниках, которых особенно хотели похвалить, всегда говорили: "Охотник пошуметь. Если к чему привяжется, и зашумит и изругает как нельзя хуже, а неприятности не сделает. Все одним шумом кончал".  Таких начальников одобряли: "брань на вороту не виснет". ("Умершее сословие", 1888 год)
Скончался 22 мая 1871 года, похоронен в Троице-Сергиевой лавре.

## Награды
Был награждён многими российскими орденами:
- Бриллиантовый перстень (1826)
- Золотая сабля «За храбрость» (1828)[6]
- Знак ордена За военное достоинство 3 ст. (1831)
- Орден Святого Станислава 1 ст. (1833)
- Орден Святой Анны 1 ст. (1839); императорская корона к ордену (1841)
- Орден Святого Георгия 4 ст. за 25 лет службы в офицерских чинах (1839)[7]
- Орден Святого Владимира 2 ст. с мечами над орденом (1845)
- Орден Белого Орла (1855)
- Знак отличия за XL лет беспорочной службы (1860)
- Орден Святого Александра Невского (1863)[8]

## Семья

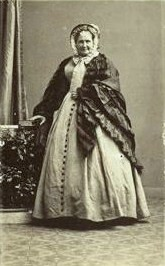
Эмилия Петровна (1861)

Жена — графиня Эмилия Петровна Витгенштейн (1801—1869), дочь генерал-фельдмаршала П. Х. Витгенштейна, наследовала имение Строенцы. По отзыву современников, была крупной красивой женщиной; славилась своим сильным характером и любила властвовать без раздела. Всю семью она держала в руках, в свет не ездила и у себя не принимала. Муж её любил по-своему, но больше побаивался, и особой близости между супругами не было, поэтому князь Трубецкой предпочитал летом отдыхать без жены один в Ахтырке. В бытность его орловским губернатором, гнев и силу его жены знали не только в городе Орле, но и на почтовых станциях, где её боялись все ямщики. На ней лежали все заботы по управлению состоянием. Скончалась неожиданно на почтовой станции на юге во время своего обычного объезда своих многочисленных имений. В браке было 5 сыновей и 4 дочери:
- Пётр  (1822—1892), жил за границей, двоеженец, Александр II запретил ему возвращаться, чтобы не допустить в отечество дух разврата. От внебрачной связи с американкой Адой Винанс (1835–1918) имел трёх сыновей, в том числе Паоло (1866–1938), знаменитого скульптора.
- Мария (29.11.1823[11]—1913), с 1848 года жена Павла Васильевича Зиновьева (1818—1871). Овдовев, жила в Москве в своем доме в переулке близ Поварской. Была богата, а умелым ведением своих дел и выиграв к тому же ещё 200 тысяч руб. в лотерею, она ещё более увеличила своё состояние.
- Антонина (10.01.1825[12]— ?), крещена 13 января 1825 года в Исаакиевском соборе, крестница деда князя И. Н. Трубецкого и княгини А. Б. Мещерской.
- Иван (1825—1887), женат с 14 октября 1853 года[13] на Екатерине Петровне Мельгуновой (1836—1903)
- Сергей (1827—1832), умер в 4 года
- Николай (1828—1900), наследовал имение Ахтырка и он же вынужден был продать его, чтобы выручить проигравшегося в карты брата Ивана[14];
- Александр (1830—1872), был харьковским губернским предводителем дворянства.
- Павел (1835—1914), женат на Марии Григорьевне Иловайской (1841—1889), дочери генерал-майора Г. Д. Иловайского
- Елизавета (1838—04.10.1906), замужем за Александром Эрнестовичем Винклером (1838—1909), умерла от рака в Женеве.
- Ольга (21.03.1840—05.05.1875), замужем за князем Алексеем Юрьевичем Долгоруковым (1831—1888), сыном Ю. А. Долгорукова. Скончалась от аневризмы в Ницце, похоронена в селе Красное-Сергиевское Новосильского уезда Тульской губернии рядом с дочерью Елизаветой (21.01.1866—07.03.1876).